# 大臺南觀光城
22°58′40″N 120°11′15″E / 22.977783°N 120.187441°E

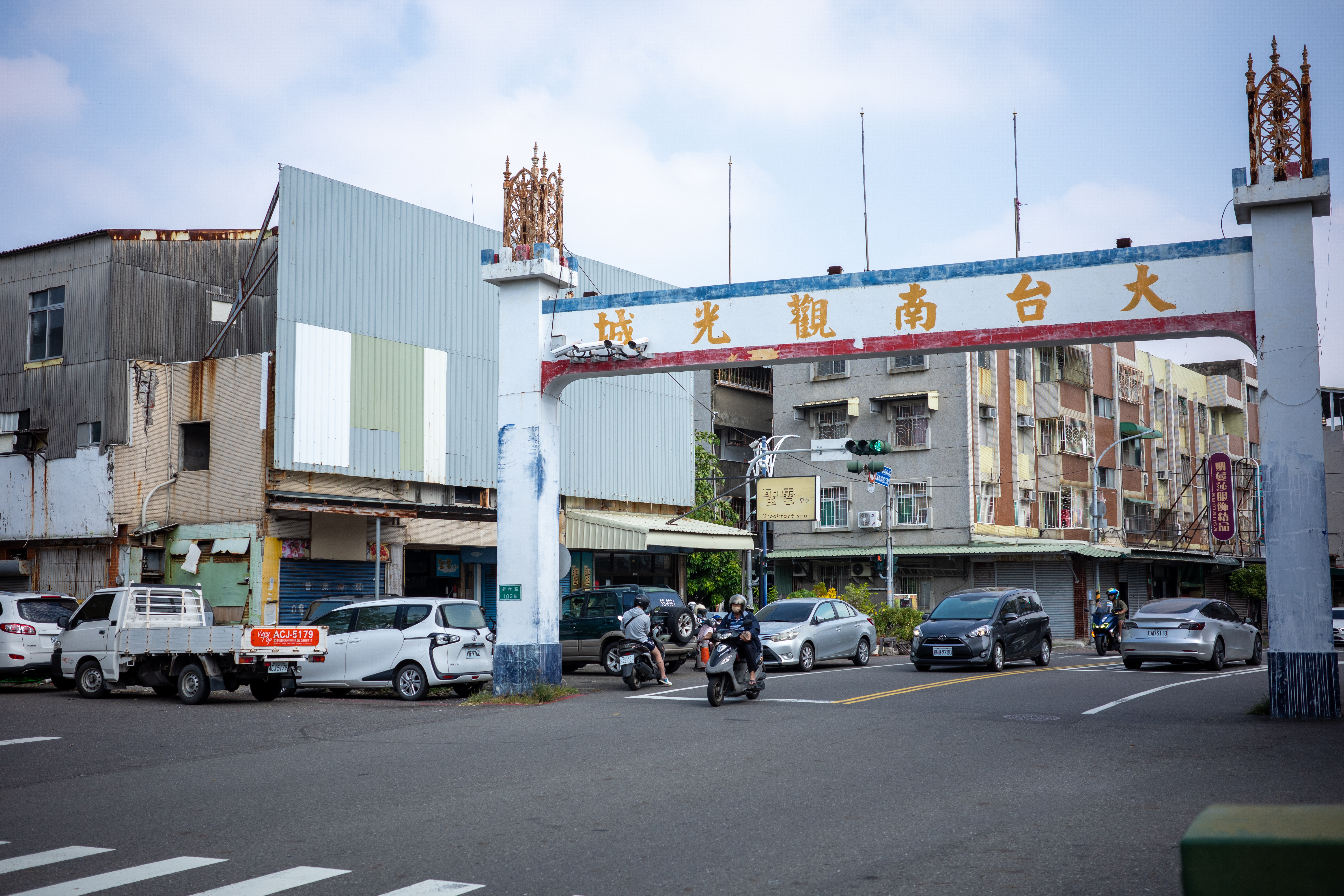
大臺南觀光城主建物及牌樓。

大臺南觀光城，又稱為新興臨時攤販集中場，興建於1983年，為橫跨台南市南區金華里和國宅里的一座帶狀商場，位於舊利南溪（亦稱鹽埕溪、鹽埕大排）河道於中華西路至新興路之間的路段，亦為全臺第⼀座全冷氣空調之傳統商場。然而其於開幕後，大約只維持了兩年繁華，現處於半閒置狀態，2024年開始陸續拆除。

## 歷史
竹溪下游在1946年改道流至日新溪，而利南溪則成為鹽埕大排。鹽埕大排因廢水排入，造成環境不佳。為改善環境，臺南市政府於1983年將大排改建為地下箱涵，在其上方興建大台南觀光城，帶狀攤位分為八區，從南到北分別為忠、孝、仁、愛、信、義、和、平，共有204戶。大臺南觀光城當初依《獎勵投資條例》興建，攤商向市政府承租，租約在2016年3月底到期。
大台南觀光城因緊鄰金華國宅與安平工業區，生意曾經繁榮一時，但後來數度發生火災而逐漸沒落。建商曾大量使用高鹽分地下水，日久造成梁柱龜裂、鋼筋外露。而且許多攤商違法改建、加蓋，未通過公共安全評估，攤位亦有被占用、私下非法買賣的情形，於2017年7月被監察院糾正。

## 現況
大台南觀光城目前使用之戶數不到一半，且不少店家已改為住家、倉庫、機車行等使用，不符合觀光城當初興建的目的。攤商曾結合社區，在2014年9月舉辦「大台南觀光城拾光攝影展」。台南市政府經發局在2016年停止租約後，引起店家強烈反彈。台南市政府曾欲透過法律途徑，強制收回承租權，但攤商無法接受，時任黃偉哲市長允諾暫緩訴訟，若鑑定建物安全，攤商可繼續營業；後於2024年中後陸續拆除。